# 多胡本家酒造場

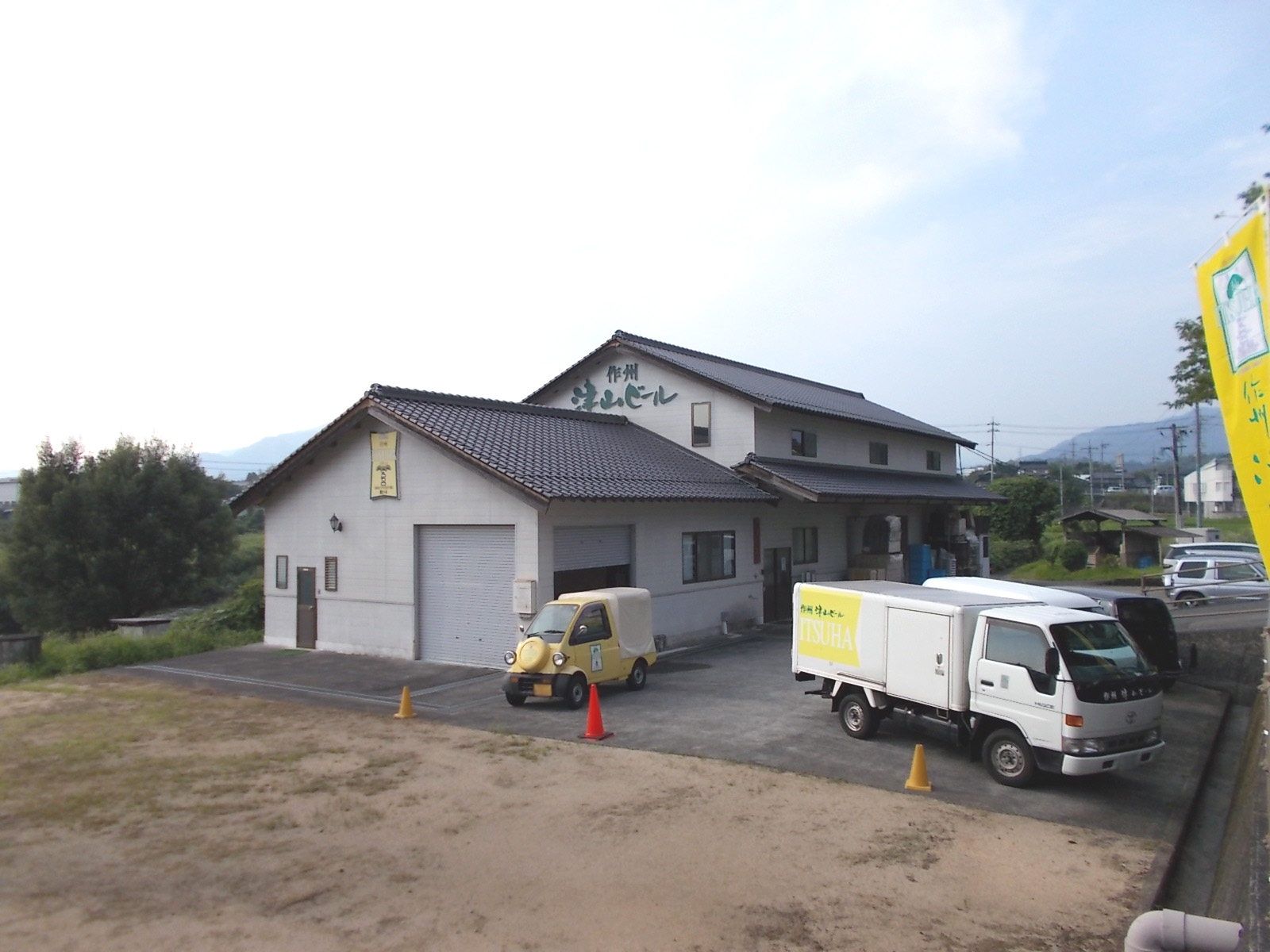
作州津山ビール醸造所

株式会社多胡本家酒造場（たごほんけしゅぞうじょう）は、岡山県津山市楢に本社を置き、日本酒・焼酎・地ビールを製造する酒造メーカー。

## 概要
創業は江戸時代の寛文年間（1661 - 1673年）、岡山県酒造組合に加盟している蔵元の中では県内最古の歴史を持つ。
「加茂五葉」の銘柄は蔵の近くを流れる加茂川と門前に植えられた五葉の松に由来する。ミネラル分を多く含み切れの良い加茂川の伏流水を仕込みに用いる。
時代に合わせ焼酎や果実酒のほか「作州津山ビール」の地ビールも製造していたが、地ビールのブームが去り借入金の負担が重荷になっていたところに前代表の死去が重なり事業を停止したのち一旦は自己破産を申請し、負債総額は約3億円だった、ところが亡くなった前の代表の友人ら地元の有志から『津山の地で300年以上続く酒造りの伝統を、絶やしてはならない』などと支援を申し入れる声が多く寄せられ、金融機関とも協議し3月16日に自己破産を取り下げた。

## 沿革
- 1661年～1673年（寛文年間） - 創業。
- 1953年（昭和28年）10月 - 合資会社多胡本家酒造場に組織変更。
- 1996年（平成8年） - 地ビール「作州津山ビール」の販売を開始[3]。
- 2015年（平成27年） - 焼酎・ビール・リキュールのOEM受注を拡大、材料持込みの試験醸造も引受[8]。
- 2018年（平成30年）6月 - 代表社員・多胡幸郎が死去
- 2020年（令和2年）3月3日 - 事業を停止し、岡山地裁津山支部に自己破産申請をした。
- 2020年（令和2年）3月16日 - 岡山地裁津山支部申請していた自己破産申請を取り下げた。
- 2020年（令和2年）7月20日 - 岡山地裁より再生手続開始の決定を受けた。(事件番号：令和2年(再)第3号・官報 本紙第304号 令和2年8月4日刊 26頁記載)
- 2021年（令和3年）4月1日 - 株式会社化により、株式会社多胡本家酒造場に商号変更。

## 銘柄
日本酒
- 加茂五葉

焼酎
- イツハ
- 広戸風
- 田吾作
- 山の芋焼酎
- 黒豆焼酎作州黒

ビール
- 作州津山ビール

リキュール
- 作州梅酒
- 美作ももちゅう
- 作州だんだん畑のゆず香さん

## CM出演者
- 大山康晴 - 将棋十五世名人、昭和40年代の岡山県ローカルCM「酒は断然！『加茂五葉』ですね」で知られるが、生前の大山は酒をあまり好まなかったと言われている。

## アクセス
- 西日本旅客鉄道（JR西日本）津山線、津山駅前より
  - 中鉄北部バス 行方・馬桑線、成名小学校前または楢バス停下車徒歩5分。